# Andy Roddick
Andrew "Andy" Stephen Roddick (Omaha, 30 de agosto de 1982) é um ex-tenista profissional norte-americano. Foi vencedor de Grand Slam e número 1 do mundo pela ATP.
Em 2002, alcançou o top-10 em simples do ranking mundial masculino da ATP pela primeira vez, e foi número 1 em simples do ranking mundial masculino em 3 de novembro de 2003.
Iniciou sua carreira como tenista profissional no ano 2000. Antes disso já tinha se consagrado como o melhor tenista juvenil. Como profissional, no ano 2000 se tornou o tenista mais jovem a estar entre os 200 melhores do ranking mundial masculino, com apenas 18 anos e 3 meses. Já no ano de 2001 se tornou no tenista mais jovem a figurar entre os 20 melhores do ranking mundial masculino, com 19 anos e 4 meses. Já no ano de 2002 se tornou o mais jovem tenista norte-americano a estar entre os 10 melhores do mundo desde Michael Chang em 1992. E em 2003 com a conquista do posto de tenista n°1 do ranking mundial masculino de simples, torna-se o segundo mais jovem a conseguir esse fato, apenas atrás do australiano Lleyton Hewitt, este que conquistou o posto de n°1 do ranking mundial masculino de simples com apenas 21 anos e 2 meses.
Conquistou 32 títulos ATP em simples e 4 em duplas durante sua carreira como tenista profissional.
Ganhou o Grand Slam do U.S. Open de 2003, quando derrotou o espanhol Juan Carlos Ferrero na final.
Além do título no torneio do Grand Slam do U.S. Open de 2003. Andy Roddick foi vice-campeão em outras quatro finais de Grand Slam de simples: U.S. Open de 2006 e Wimbledon de 2004, 2005 e 2009, onde perdeu todas essas finais para o suíço Roger Federer.
Andy Roddick conquistou cinco títulos ATP Masters 1000 em simples, sendo dois no Masters de Cincinnati, dois no Masters de Miami e um no Masters do Canadá. Já em duplas, ele conquistou um título ATP Masters 1000, o de Indian Wells.
Foi por três vezes semifinalista da Tennis Masters Cup (atual ATP World Tour Finals).

## Vida Pessoal
Além da carreira de tenista, possui uma de modelo também já tendo saído em várias revistas e ter sido escolhido o atleta mais sexy do mundo pela revista People. Roddick também se tornou o terceiro tenista a apresentar o programa Saturday Night Live.
Seu pai, Jerry, é um empresário, enquanto sua mãe cuida da organização beneficente de Andy, a Andy Roddick Foundation. Já seu irmão John dirige uma academia de tênis em San Antonio e já jogou tênis pela Universidade da Georgia. Andy morou em Omaha até os quatro anos de idade, quando se mudou para Austin no Texas, e mais tarde Andy mudaria com 10 anos para Boca Raton. Jogou basquete na escola até ter que se decidir entre o tênis e o basquete ao se formar. Em 2004 ganha o prêmio de melhor tenista masculino no ESPY. Andy Roddick é patrocinado pela SAP e pela Lacoste.

## Recorde
Roddick possuía, até 5 de março de 2011, o recorde mundial de serviço (português europeu) ou saque (português brasileiro) mais veloz da história do tênis profissional - 249,4 km/h (155 mph) obtidos em 2004 durante a semifinal da Copa Davis contra Vladimir Voltchkov em Charleston. Nessa data, o croata Ivo Karlovic quebrou a marca de Roddick, em uma partida pela Copa Davis contra a Alemanha, cravando 251 km/h.
Como profissional, no ano 2000 se tornou o tenista mais jovem a estar entre os 200 melhores do ranking mundial masculino, com apenas 18 anos e 3 meses. Já no ano de 2001 se tornou no tenista mais jovem a figurar entre os 20 melhores do ranking mundial masculino, com 19 anos e 4 meses. Já no ano de 2002 se tornou o mais jovem tenista norte-americano a estar entre os 10 melhores do mundo desde Michael Chang em 1992. E em 2003 com a conquista do posto de tenista n°1 do ranking mundial masculino de simples, torna-se o segundo mais jovem a conseguir esse fato, apenas atrás do australiano Lleyton Hewitt, este que conquistou o posto de n°1 do ranking mundial masculino de simples com apenas 21 anos e 2 meses.

## Carreira
Iniciou sua carreira como tenista profissional em 2000. Antes disso já tinha se consagrado como o melhor tenista juvenil.
Já no ano 2000 como profissional se tornou o tenista mais jovem com 18 anos e 3 meses a estar entre os 200 melhores do mundo. Ganhou sua primeira partida em um torneio ATP no ATP Masters Series de Miami derrotando o veterano Andre Agassi. Mais tarde venceria seu primeiro Challenger em Austin.
No ano 2001 se torna o jogador mais jovem a figurar entre os 20 melhores do mundo, com 19 anos e 4 meses. Nesse mesmo ano, conquistou seu primeiro título ATP em Atlanta, num torneio disputado em quadra de saibro, derrotando Xavier Malisse na final. Na semana seguinte, vence o segundo título em Houston sem perder um set, derrotando Lee Hyung-taik na final. Mais tarde, ganha mais um título em Washington, sendo este o seu primeiro em quadra dura, derrotando Sjeng Schalken.
No ano 2002 se torna o mais jovem americano a estar entre os 10 melhores do mundo desde Michael Chang em 1992. Vence os torneio de Memphis, de Houston novamente e chega na final de Delray Beach. Alcança nesse mesmo ano sua primeira final em um torneio Masters Series em Toronto, porém perde para o argentino Guillermo Cañas.
Em 2003 conquista o posto de tenista n°1 do mundo, tornando-se o segundo mais jovem a conseguir esse fato apenas atrás de Lleyton Hewitt, com 21 anos e 2 meses. Durante esse ano vence seis títulos, entre eles dois ATP Masters Series, Montreal e Cincinnati, e conquista seu primeiro torneio do Grand Slam no US Open. Durante o Aberto da Austrália desse ano conquista o recorde de jogar o quinto set mais longo durante uma partida de Grand Slam, contra Younes El Aynaoui, em uma partida que durou cinco horas.
No ano de 2004, ganha 4 títulos e chega pela primeira vez, junto com seu país, na final da Copa Davis, perdendo da Espanha na final. Nesse ano vence os torneios de Miami, San Jose, Queen’s e Indianapolis e chega pela primeira vez na final do torneio de Wimbledon.
Em 2005, chega mais uma vez a final do torneio o Wimbledon, além de vencer novamente os torneios de San Jose, de Houston, Queen's e Washington. Vence também o torneio de Lyon, conquistando assim seu vigésimo título na carreira. No resto do ano sofre uma lesão nas costas que o faz se retirar do circuito e assim não participar da Tennis Masters Cup.
Em 2006, com uma atuação regular, consegue ganhar o Masters Series de Cincinnati. Conseguiu chegar a sua segunda final de US Open perdendo para o então número um do mundo, Roger Federer, ainda chega a final de Indianápolis, a semifinal de London / Queen's Club, San Jose, Viena. Ele participa, no final desse ano, da Tennis Masters Cup, que reúne os oito melhores do mundo.
Em 2007, conseguiu como resultados mais expressivos, chegar à semifinal do Aberto da Austrália e do Masters Series de Indian Wells. Ganhar o ATP de Queens, chegar às quartas em Wimbledon, ganha o ATP de Washington, ir às quartas do US Open e chega à semifinal da Tennis Masters Cup.
Em 2008, alguns de seus melhores resultados foram: ganhar o ATP de San Jose e o de Dubai, ir às semifinais dos Masters Series de Miami e Roma, às quartas do US Open, e ganhar o ATP de Pequim.
Em 2009, teve como melhores desempenhos, a semifinal do Aberto da Austrália, o título do ATP de Memphis, a semifinal no Masters 1000 de Indian Wells, a final do torneio de Wimbledon (onde foi derrotado no 5.º set por Roger Federer com um placar de 14/16), a final do ATP de Washington, e a semifinal no Masters 1000 do Canadá.
Já em 2010, venceu o ATP de Brisbane, chegou às quartas no Aberto da Austrália, foi vice-campeão do Masters 1000 de Indian Wells e campeão em Miami, e semifinalista do Masters 1000 de Cincinnati, entre outros resultados relevantes.

## Desempenho em torneios

### Torneios Maiores

#### Finais de Grand Slam

##### Simples: 5 (1/4)
|              | Ano  | Torneio       | Superfície | Oponente na final   | Placar                          |
| Campeão      | 2003 | US Open       | Dura       | Juan Carlos Ferrero | 6–3, 7–6(2), 6–3                |
| Vice-Campeão | 2004 | Wimbledon     | Grama      | Roger Federer       | 4–6, 7–5, 7–6(3), 6–4           |
| Vice-Campeão | 2005 | Wimbledon (2) | Grama      | Roger Federer       | 6–2, 7–6(2), 6–4                |
| Vice-Campeão | 2006 | US Open       | Dura       | Roger Federer       | 6–2, 4–6, 7–5, 6–1              |
| Vice-Campeão | 2009 | Wimbledon (3) | Grama      | Roger Federer       | 5–7, 7–6(6), 7–6(5), 3–6, 16–14 |

#### Finais de Masters Series

##### Simples: 9 (5/4)
|              | Ano  | Torneio              | Superfície | Oponente na final   | Placar                    |
| Vice-Campeão | 2002 | Canada (Toronto) (1) | Dura       | Guillermo Cañas     | 6–4, 7–5                  |
| Campeão      | 2003 | Canada (Montréal)    | Dura       | David Nalbandian    | 6–1, 6–3                  |
| Campeão      | 2003 | Cincinnati (1)       | Dura       | Mardy Fish          | 4–6, 7–6(3), 7–6(4)       |
| Campeão      | 2004 | Miami (1)            | Dura       | Guillermo Coria     | 6–7(2), 6–3, 6–1, retired |
| Vice-Campeão | 2004 | Canada (Toronto) (2) | Dura       | Roger Federer       | 7–5, 6–3                  |
| Vice-Campeão | 2005 | Cincinnati           | Dura       | Roger Federer       | 6–3, 7–5                  |
| Campeão      | 2006 | Cincinnati (2)       | Dura       | Juan Carlos Ferrero | 6–3, 6–4                  |
| Vice-Campeão | 2010 | Indian Wells         | Dura       | Ivan Ljubicic       | 7-6(3), 7-6(5)            |
| Campeão      | 2010 | Miami (2)            | Dura       | Tomas Berdych       | 7-5, 6–4                  |

##### Duplas: 1 (1/0)
|         | Ano  | Torneio      | Superfície | Parceiro                                 | Oponente na final   | Placar            |
| Campeão | 2009 | Indian Wells | Dura       | Predefinição:Country data USs Mardy Fish | Max Mirnyi Andy Ram | 3–6, 6–1, [14-12] |

### Torneios vencidos

#### Simples: 32
| Legenda                  |
| Grand Slam (1)           |
| Tennis Masters Cup (0)   |
| ATP Masters Series (5)   |
| Outros torneios ATP (26) |

| Títulos por superfície |
| Dura (21)              |
| Grama (5)              |
| Saibro (5)             |
| Carpete (1)            |

| Nr. | Data                    | Torneio                        | Superfície | Adversário          | Pontos                 |
| 1.  | 23 de Abril de 2001     | Atlanta                        | Saibro     | Xavier Malisse      | 6-2, 6-4               |
| 2.  | 30 de Abril de 2001     | Houston                        | Saibro     | Hyung-Taik Lee      | 7-5, 6-3               |
| 3.  | 13 de Agosto de 2001    | Washington D.C.                | Dura       | Sjeng Schalken      | 6-2, 6-3               |
| 4.  | 18 de Fevereiro de 2002 | Memphis Open                   | Dura       | James Blake         | 6-4, 3-6, 7-5          |
| 5.  | 22 de Abril de 2002     | Houston                        | Saibro     | Pete Sampras        | 7-6(9), 6-3            |
| 6.  | 19 de Março de 2003     | St. Poelten                    | Saibro     | Nikolay Davydenko   | 6-3, 6-2               |
| 7.  | 9 de Junho de 2003      | London/Queen's Club            | Grama      | Sébastien Grosjean  | 6-3, 6-3               |
| 8.  | 21 de Julho de 2003     | Indianapolis                   | Dura       | Paradorn Srichaphan | 7-6(2), 6-4            |
| 9.  | 4 de Agosto de 2003     | Canada Masters                 | Dura       | David Nalbandian    | 6-1, 6-3               |
| 10. | 11 de Agosto de 2003    | Cincinnati Masters             | Dura       | Mardy Fish          | 4-6, 7-6(3), 7-6(4)    |
| 11. | 25 de Agosto de 2003    | US Open                        | Dura       | Juan Carlos Ferrero | 6-3, 7-6(2), 6-3       |
| 12. | 9 de Fevereiro de 2004  | San Jose                       | Dura       | Mardy Fish          | 7-6(13), 6-4           |
| 13. | 22 de Março de 2004     | Miami Masters                  | Dura       | Guillermo Coria     | 6-7(2), 6-3, 6-1, ret. |
| 14. | 7 de Junho de 2004      | London/Queen's Park            | Grama      | Sébastien Grosjean  | 7-6(4), 6-4            |
| 15. | 19 de Julho de 2004     | Indianapolis                   | Dura       | Nicolas Kiefer      | 6-2, 6-3               |
| 16. | 7 de Fevereiro de 2005  | San Jose                       | Dura       | Cyril Saulnier      | 6-0, 6-4               |
| 17. | 18 de Abril de 2005     | Houston                        | Saibro     | Sébastien Grosjean  | 6-2, 6-2               |
| 18. | 6 de Junho de 2005      | London/Queen's Club            | Grama      | Ivo Karlovic        | 7-6(7), 7-6(4)         |
| 19. | 1 de Agosto de 2005     | Washington D.C.                | Dura       | James Blake         | 7-5, 6-3               |
| 20. | 24 de Outubro de 2005   | Lyon                           | Carpete    | Gaël Monfils        | 6-3, 6-2               |
| 21. | 14 de Agosto de 2006    | Cincinnati Masters             | Dura       | Juan Carlos Ferrero | 6-3, 6-4               |
| 22. | 11 de Junho de 2007     | London/Queen's Park            | Grama      | Nicolas Mahut       | 4-6, 7-6(7), 7-6(2)    |
| 23. | 29 de Julho de 2007     | Washington                     | Dura       | John Isner          | 6-4, 7-6(4)            |
| 24. | 8 de Fevereiro de 2008  | San Jose                       | Dura       | Radek Stepanek      | 6-4, 7-5               |
| 25. | 3 de Março de 2008      | The Dubai Tennis Championships | Dura       | Feliciano Lopez     | 6-7(8), 6-4, 6-2       |
| 26. | 22 de Setembro de 2008  | Beijing                        | Dura       | Dudi Sela           | 6-4, 6-7(6), 6-3       |
| 27. | 16 de Fevereiro de 2009 | San Jose                       | Dura       | Radek Stepanek      | 7-5, 7-5               |
| 28. | 10 de Janeiro de 2010   | Brisbane                       | Dura       | Radek Stepanek      | 7-6(2), 7-6(7)         |
| 29. | 4 de Abril de 2010      | Miami Masters                  | Dura       | Tomas Berdych       | 7-5, 6-4               |
| 30. | 19 de Fevereiro de 2011 | Memphis, Estados Unidos        | Dura       | Milos Raonic        | 7-6(7), 6-7(11), 7-5   |
| 31. | 23 de Junho de 2012     | Eastbourne                     | Grama      | Andreas Seppi       | 6-3, 6-2               |
| 32. | 22 de Julho de 2012     | Atlanta                        | Duro       | Gilles Muller       | 1-6, 7-6 (2), 6-2      |

### Finais perdidas

#### Simples: 20
| Legenda                  |
| Grand Slam (4)           |
| Tennis Masters Cup (0)   |
| ATP Masters Series (4)   |
| Outros torneios ATP (12) |

| Títulos por superfície               |
| Dura (BR) ou Piso Rápido (PT) (16)   |
| Grama (BR) ou Relva (PT) (3)         |
| Saibro (BR) ou Terra Batida (PT) (1) |
| Carpete (BR) (0)                     |

| Nr. | Data                    | Torneio              | Superfície | Adversário            | Pontos                          |
| 1.  | 10 de Março de 2002     | Delray Beach         | Dura       | Davide Sanguinetti    | 6-4, 7-5                        |
| 2.  | 5 de Agosto de 2002     | Toronto              | Dura       | Guillermo Cañas       | 6-4, 7-5                        |
| 3.  | 24 de Fevereiro de 2003 | Memphis              | Dura (i)   | Taylor Dent           | 6-1, 6-4                        |
| 4.  | 28 de Abril de 2003     | Houston              | Dura       | Andre Agassi          | 3-6, 6-3, 6-4                   |
| 5.  | 19 de Abril de 2004     | Houston              | Saibro     | Tommy Haas            | 6-3, 6-4                        |
| 6.  | 4 de Julho de 2004      | Wimbledon, Londres   | Grama      | Roger Federer         | 4-6, 7-5, 7-6(3), 6-4           |
| 7.  | 2 de Agosto de 2004     | Toronto              | Dura       | Roger Federer         | 7-5, 6-3                        |
| 8.  | 4 de Outubro de 2004    | Bangkok              | Dura (i)   | Roger Federer         | 6-4, 6-0                        |
| 9.  | 3 de Julho de 2005      | Wimbledon, Londres   | Grama      | Roger Federer         | 6-2, 7-6(2), 6-4                |
| 10. | 22 de Agosto de 2005    | Cincinnati Masters   | Dura       | Roger Federer         | 6-3, 7-5                        |
| 11. | 24 de Julho de 2006     | Indianapolis         | Dura       | James Blake           | 4-6, 6-4, 7-6(5)                |
| 12. | 11 de Setembro de 2006  | US Open              | Dura       | Roger Federer         | 6-2, 4-6, 7-5, 6-1              |
| 13. | 25 de Fevereiro de 2007 | Dura (i)             | Tommy Haas | 6-3, 6-2              |                                 |
| 14. | 10 de Agosto de 2008    | Los Angeles          | Dura       | Juan Martin Del Potro | 6-1, 7-6(2)                     |
| 15. | 10 de Janeiro de 2009   | Doha                 | Dura       | Andy Murray           | 6-4, 6-2                        |
| 16. | 5 de Julho de 2009      | Wimbledon, Londres   | Grama      | Roger Federer         | 5-7, 7-6(6), 7-6(5), 3-6, 16-14 |
| 17. | 9 de Agosto de 2009     | Washington           | Dura       | Juan Martín Del Potro | 3-6, 7-5, 7-6(7)                |
| 18. | 14 de Fevereiro de 2010 | San Jose             | Dura (i)   | Fernando Verdasco     | 3-6, 6-4, 6-4                   |
| 19. | 21 de Março de 2010     | Indian Wells Masters | Dura       | Ivan Ljubicic         | 7-6(3), 7-6(5)                  |
| 20. | 9 de Janeiro de 2011    | Brisbane             | Dura       | Robin Soderling       | 6-3, 7-5                        |